# Nibea maculata
Nibea maculata es una especie de pez de la familia Sciaenidae en el orden de los Perciformes.

## Morfología
• Los machos pueden llegar alcanzar los 30 cm de longitud total.

## Hábitat
Es un pez de clima tropical y demersal.

## Distribución geográfica
Se encuentra en el Océano Índico: la India y Sri Lanka.

## Uso comercial
Es vendido fresco y en salazón en los mercados.

## Observaciones
Es inofensivo para los humanos.